# عقد 1930
| 1930 \| 1931 \| 1932 \| 1933 \| 1934 \| 1935 \| 1936 \| 1937 \| 1938 \| 1939 |

عقد 1930 أو الثلاثينيات وهو عقد في التقويم الغريغوري الذي بدأ في 1 يناير 1930 وانتهي في 31 ديسمبر 1939.
بعد انهيار وول ستريت عام 1929، وهو أكبر انهيار للأسواق المالية في التاريخ الأمريكي، أصبحت سنوات هذا العقد في مرمى سقوط اقتصادي عُرِف باسم الكساد العظيم الذي كان له أثر الصدمة في جميع أنحاء العالم، وأدى إلى انتشار البطالة والفقر على نطاق واسع، وخاصة في الولايات المتحدة إحدى القوى الاقتصادية العظمى، وألمانيا التي اضطرت أن تدفع تعويضات الحرب العالمية الأولى. وساعد هربرت هوفر إلى تفاقم الوضع بسبب محاولته الفاشلة لتحسين الميزانية برفع الضرائب. مما ساعد بفوز فرانكلين روزفلت رئيسا للولايات المتحدة سنة 1933. فقدم الصفقة الجديدة، وساعد في تأسيس سلك الخدمة المدنية (CCC) وتمويل العديد من المشاريع (مثل سد هوفر) لاستعادة الرخاء في الولايات المتحدة.
وفي أعقاب الكساد شهد العقد أيضًا تراجعًا سريعًا للديمقراطية الليبرالية، فظهرت الأنظمة الاستبدادية في عدة بلدان في أوروبا وأمريكا الجنوبية، مثل إيطاليا وإسبانيا، وكذلك الرايخ الثالث في ألمانيا، حيث انتخب أدولف هتلر مستشارا لألمانيا الذي فرض قوانين نورمبرغ، وهي سلسلة من القوانين فرضت التميز ضد اليهود والأقليات العرقية الأخرى. وأيضا غزت القوى التوسعية العظمى الدول الضعيفة مثل إثيوبيا والصين وبولندا، وساعدت آخر تلك الهجمات إلى اندلاع الحرب العالمية الثانية في 1 سبتمبر 1939، أي قبل أشهر من نهاية العقد بالرغم من نداءات عصبة الأمم لفرض السلام في جميع أنحاء العالم. ساعدت الحرب العالمية الثانية في إنهاء الكساد الكبير عندما أنفقت الحكومات الأموال على المجهود الحربي. شهد العقد أيضا انتشار التقنيات الجديدة، خاصة في مجالات الطيران العابر للقارات، والإذاعة، والسينما.

## السياسة والحروب

### الحروب

اندلاع الحرب العالمية الثانية: حتى بداية أكتوبر عام 1939، احتلت قوات ألمانيا النازية والاتحاد السوفييتي دولة بولندا كليًا بناءًا على جزء سري تم الإتفاق عليه في اتفاق مولوتوف-ريبنتروب.

- حرب كولومبيا - بيرو (1 سبتمبر 1932 - 24 مايو 1933) - بين جمهورية كولومبيا وجمهورية بيرو.
- حرب تشاكو (15 يونيو 1932 - 10 يونيو 1935) - بين بوليفيا وباراغواي على منطقة غران تشاكو المتنازع عليها، إنتهت الحرب بانتصار باراغواي عام 1935. وقد تم التوصل إلى اتفاق يقسم الإقليم في عام 1938، مما أدى إلى إنهاء الخلاف وتحقيق السلام بين البلدين رسمياً.
- الحرب السعودية - اليمنية (مارس 1934 - 12 مايو 1934) - بين المملكة العربية السعودية والمملكة المتوكلية اليمنية. إنتصرت السعودية وضمت إليها منطقة جازان، وعسير، ونجران، وانسحبت من منطقة من حجة، والحديدة، وانتهت الحرب بالتوقيع على اتفاقية الطائف.
- الحرب اليابانية الصينية الثانية (7 يوليو 1937 - 9 سبتمبر 1945) - بين جمهورية الصين وإمبراطورية اليابان. وكانت أكبر حرب آسيوية في القرن العشرين.[1] كما شكلت أكثر من %50 من ضحايا حرب المحيط الهادئ.
- اندلاع الحرب العالمية الثانية - في 1 سبتمبر 1939.

### نزاعات داخلية
- الحرب الأهلية الصينية (1927-1949) - بين القوات الموالية لحزب كومينتانغ بقيادة حكومة جمهورية الصين، والقوات الموالية للحزب الشيوعي الصيني المتمرد للسيطرة على الصين. فتمكن الشيوعيون من توحيد اراضي الصين أوائل ثلاثينات وأعلنوا قيام جمهورية الصين السوفيتية التي لم تدم طويلًا وانهارت بعد هجمات الكومينتانغ، مما اضطرهم إلى التراجع الجماعي المعروف باسم المسيرة الطويلة. حاول الكومينتانغ والشيوعيون التخلص من خلافاتهم بعد عام 1937 لمحاربة الاحتلال الياباني للصين، لكن الاشتباكات المتقطعة استمرت خلال الفترة المتبقية من الثلاثينيات.
- الحرب الأهلية الإسبانية (17 يوليو 1936 - 1 أبريل 1939) - بين الجمهوريين الموالين لديمقراطية الجمهورية الإسبانية الثانية ذات الاتجاه اليساري ويدعمهم الاتحاد السوفييتي والأحزاب اليسارية الدولية، وبين الوطنيين وهي قوات الفلانخي المعادية للشيوعية بقيادة فرانثيسكو فرانكو ويدعمهم الألمان والإيطاليين. انتهت الحرب في أبريل 1939 حيث هزمت قوات فرانكو القومية القوات الجمهورية. فأصبح فرانثيسكو فرانكو رئيسًا لدولة إسبانيا ورئيسًا للحكومة وديكتاتورًا بحكم الواقع. مما أفسح المجال لظهور دولة إسبانيا الديكتاتورية والإستبدادية.
- حرب كاستيلاماري (1929 - 10 سبتمبر 1931) - هي حرب عصابات بين عائلة ماسيريا وعائلة مارانزانو، في بلدة كاستيلاماري ديل غولفو في صقلية، وقد أسفرت هذه الحرب عن مقتل العشرات من أفراد العصابات.

### تغييرات سياسية كبرى
صعود النازية

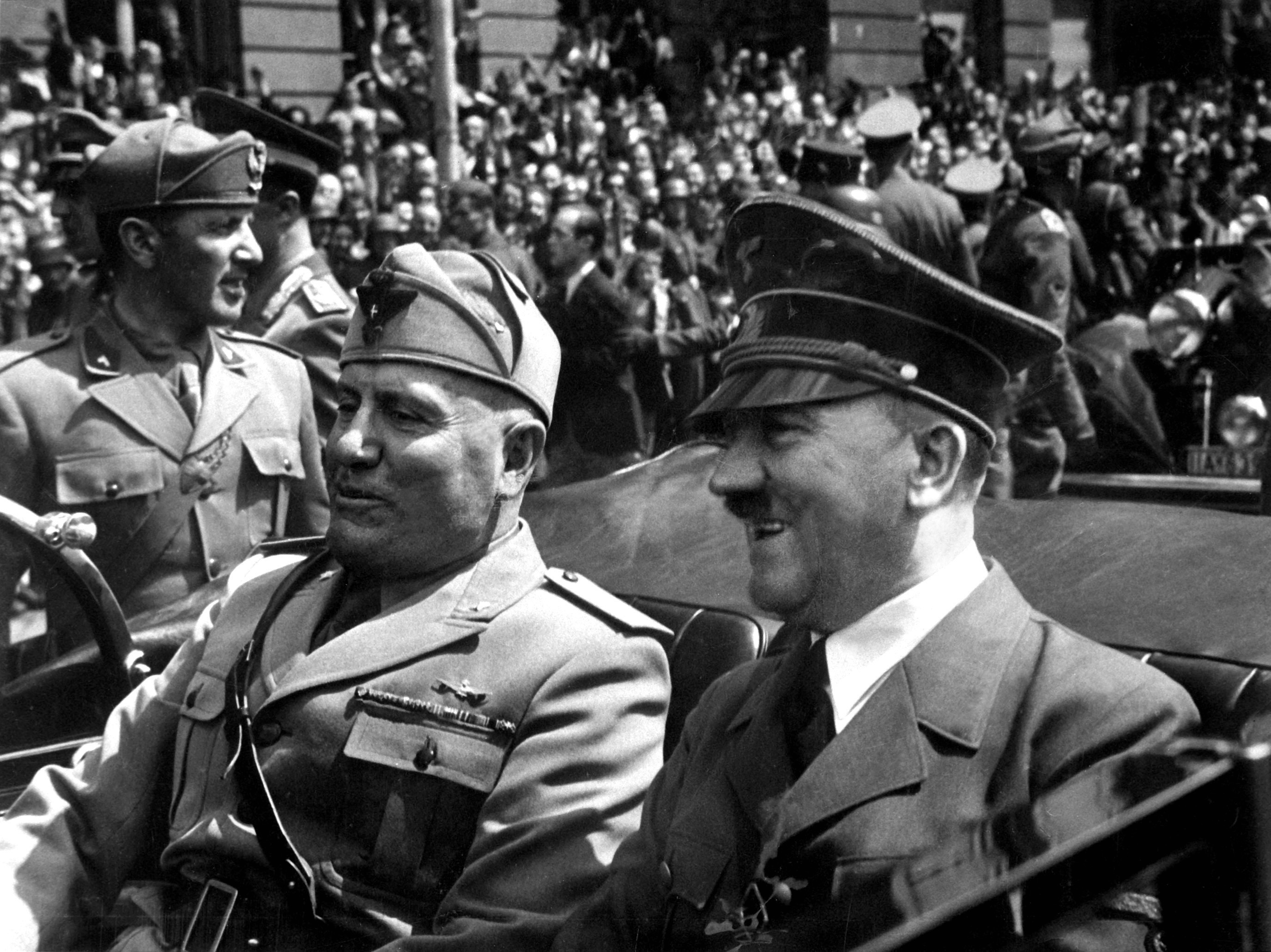
الدكتاتور الألماني أدولف هتلر (اليمين) والدكتاتور الإيطالي بينيتو موسوليني (يسارًا) أدت رغباتهم التوسعية في ثلاثينيات القرن العشرين، إلى اندلاع الحرب العالمية الثانية في عام 1939.

- وصل الحزب النازي بقيادة أدولف هتلر إلى السلطة في ألمانيا سنة 1933، فشكل نظام فاشيا جديدا رافضا معاهدة فرساي، واضطهد اليهود والأقليات الأخرى وأبعدهم من المجتمع الألماني، وكان للنظام الجديد أطماع توسعية لزيادة رقعة الأرض الألمانية، وكان أيضا معارضا لانتشار الشيوعية.
- نجح أدولف هتلر من إخراج ألمانيا النازية من عصبة الأمم، كذلك استضاف دورة الألعاب الأولمبية الصيفية 1936 من اجل إظهار دولته الجديدة للعالم واستعراض تفوق مهارات العرق الآري في الأولمبيات على بقية الأعراق.
- حاول نيفيل تشامبرلين رئيس وزراء المملكة المتحدة (1937-1940)، تجنب الحرب وذلك باسترضاء هتلر والسماح له بضم إقليم سوديتنلاند (المناطق الناطقة بالألمانية في تشيكوسلوفاكيا)، ثم وقع معه بعدها على معاهدة ميونخ. مما سهّل لونستون تشرشل الإطاحة به لاحقا بعد غزو الألمان للنرويج في مايو 1940.[2]
- أدى اغتيال السفير الألماني إرنست فوم رات بباريس بين 9 و 10 نوفمبر 1938 من قبل هيرشل غرينزبان اليهودي البولندي إلى اندلاع موجات عنف كبيرة قام بها شباب هتلر والغيستابو والشوتزشتافل ضد يهود ألمانيا والنمسا ومناطق سوديتنلاند. وأطلق على هذه الأحداث «ليلة البلور». وقتل في هذه الاحداث 91 يهوديًا، وتم اعتقال ما بين 25,000 و 30,000 آخرين وإرسالهم إلى معسكرات الاعتقال النازية. كما تم تدمير 267 معبدًا يهوديًا، ونهبت الآلاف من المنازل والشركات. وكان ذلك مثابة ذريعة لمصادرة الأسلحة النارية من اليهود الألمان.
- قامت كلا من ألمانيا وإيطاليا بمتابعة الأعمال التوسعية الإقليمية. فطالبت ألمانيا بضم دولة النمسا الاتحادية وغيرها من المناطق الناطقة بالألمانية في أوروبا. فتمكنت من منطقة سار بين 1935 و 1936، وأعادت تسليح راينلاند. وقد عارضت إيطاليا مبدئيًا أهداف ألمانيا نحو النمسا، لكنهما حلا خلافاتهما في أعقاب العزلة الدبلوماسية لإيطاليا جراء الحرب الإيطالية الإثيوبية الثانية سنة 1936، وأصبحت ألمانيا الحليف الوحيد المتبقي لإيطاليا. قامت ألمانيا وإيطاليا بتحسين العلاقات بينهما وذلك بتشكيل حلف مناهضة الكومنترن سنة 1936. فألحقت ألمانيا النمسا بعد عملية عسكرية سلمية سميت آنشلوس. ثم ضمت سودتينلاند في أعقاب مفاوضات معاهدة ميونخ 1938. نجح الغزو الإيطالي لألبانيا سنة 1939 من تحويل مملكة ألبانيا إلى محمية إيطالية. وألحق عرش ألبانيا إلى فيكتور عمانويل الثالث ملك إيطاليا.[3] استلمت ألمانيا إقليم ميميل من ليتوانيا، واحتلت ماتبقى من تشيكوسلوفاكيا، وبالآخر غزا هتلر الجمهورية البولندية، وكانت آخر هذه الأحداث التي أدت إلى اندلاع الحرب العالمية الثانية.
- في عام 1939، رفضت العديد من بلدان القارة الأمريكية وعلى رأسها كندا وكوبا والولايات المتحدة، منح اللجوء لمئات من اللاجئين اليهود الألمان على متن السفينة «سانت لويس» الذين فروا من اضطهاد النظام النازي، لتعود السفينة إلى ألمانيا، وقرر بعض اللاجئين الانتحار بدلاً من العودة إلى ألمانيا النازية.

الولايات المتحدة

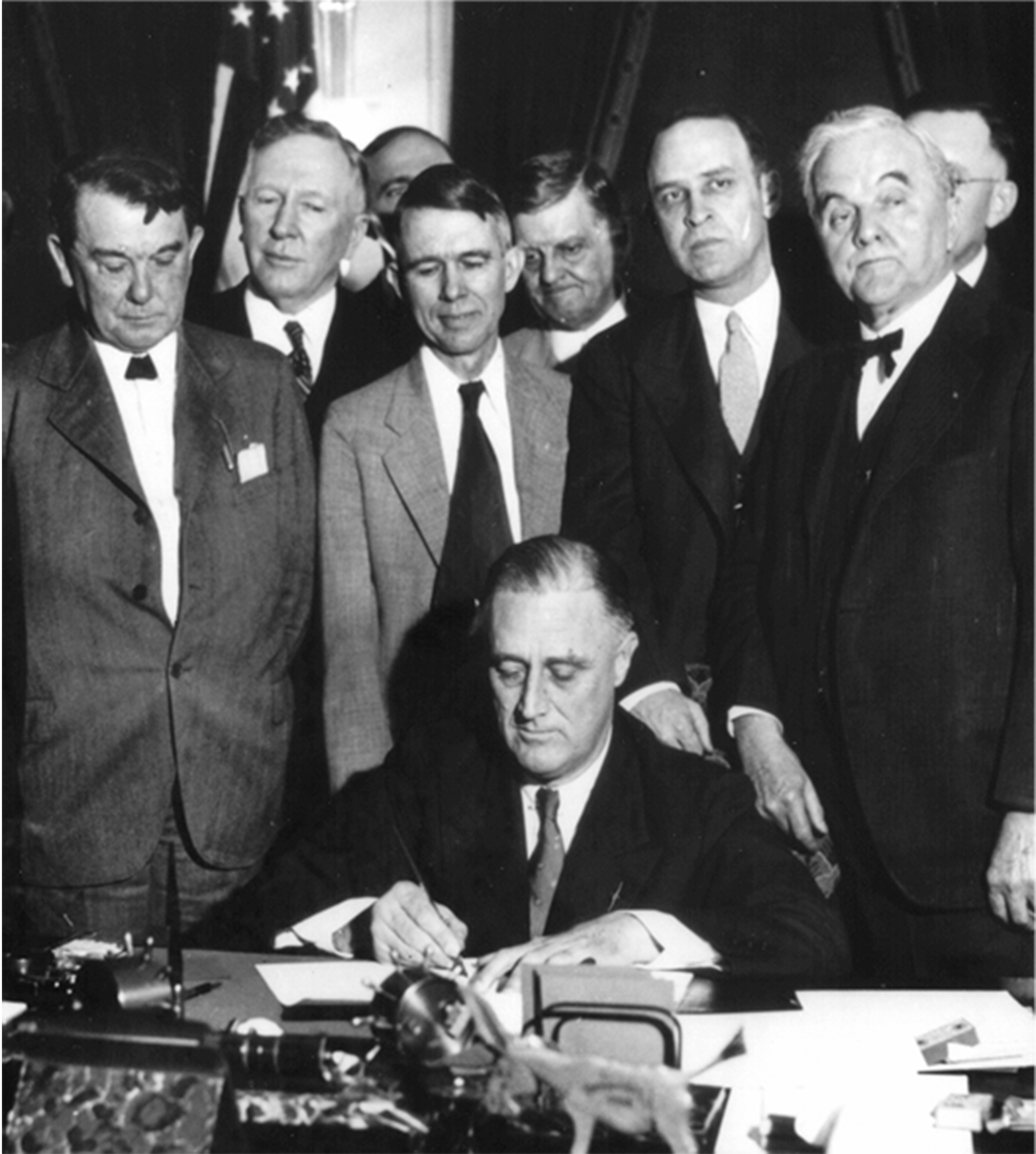
الصفقة الجديدة: فرانكلين روزفلت يوقع على قانون هيئة وادي تينيسي، في 18 مايو 1933.

- تم انتخاب فرانكلين روزفلت رئيسًا للولايات المتحدة في نوفمبر عام 1932. وأطلق روزفلت مجموعة من البرامج الاقتصادية أسماها «الصفقة الجديدة»، وجاءت تلك البرامج استجابة للكساد الكبير وركزت على إغاثة العاطلين والفقراء، وإنعاش الاقتصاد إلى مستوياته الطبيعية، وإصلاح النظام المالي لمنع حدوث الكساد مرة أخرى.

السعودية
- غير الملك عبد العزيز آل سعود اسم «المملكة الحجازية النجدية وملحقاتها» إلى اسم «المملكة العربية السعودية» في 23 سبتمبر 1932.

إسبانيا
- فوز الأحزاب الجمهورية بالانتخابات المحلية، والإعلان عن الجمهورية الإسبانية الثانية، وطرد الملك ألفونسو الثالث عشر خارج إسبانيا.
- فشل محاولة انقلاب في إسبانيا في يوليو 1936 ضد الجمهورية الإسبانية الثانية مما أشعل الحرب الأهلية الإسبانية.

### الاستعمار
- غزت مملكة إيطاليا إمبراطورية إثيوبيا أثناء الحرب الإيطالية الإثيوبية الثانية في الفترة (1935-1936). ثم دمجتها مع إريتريا والصومال الإيطالي لتصبح مستعمرة اسمها شرق أفريقيا الإيطالية.
- احتلت إمبراطورية اليابان أراضي منشوريا سنة 1931، فجعلتها دولة دمية عرفت باسم مانشوكو. وشكلت حكومة عميلة يحكمها بوئي الإمبراطور الأخير من أسرة تشينغ.[4]

### إنهاء الاستعمار والاستقلال
- في مارس 1930، قاد مهاتما غاندي حركة ساتياغراها اللاعنفية أثناء إعلان استقلال الهند ومسيرة الملح.
- نص «قانون حكومة الهند 1935» على إنشاء هيئات منتخبة مباشرة، وعلى الرغم من أنه امتياز محدود، إلا أنه زاد من استقلالية مقاطعات الهند البريطانية.

### أحداث سياسية بارزة
- أصبح هتلر مستشارًا لألمانيا بعد فوز الحزب النازي بالانتخابات الفدرالية الألمانية مارس 1933. وبعد وفاة رئيس ألمانيا باول فون هيندنبورغ سنة 1934، أصدر هتلر قانونًا نص على خلو منصب الرئاسة ونقل صلاحيات رئيس الدولة إليه بصفته فوهرر ورايخ كانسلر (الزعيم والمستشار). فأفسحت جمهورية فايمار المجال لظهور ألمانيا النازية: وهي ديكتاتورية شمولية اشتراكية وطنية استبدادية.
- اندلاع العديد من الصراعات الكبيرة في جميع أنحاء العالم مثل حرب تشاكو والحرب الإيطالية الإثيوبية الثانية والحرب الأهلية الإسبانية والحرب الأهلية الصينية والحرب اليابانية الصينية الثانية وبداية الحرب العالمية الثانية في 1 سبتمبر 1939.
- أثر الكساد الكبير بشكل خطير على الجوانب الاقتصادية والسياسية والاجتماعية في جميع دول العالم.
- انهيار عصبة الأمم بعد خروج دول مثل ألمانيا، مملكة إيطاليا، وإمبراطورية اليابان.

#### أوروبا

صورة تظهر مجموعة من الفلاحين الجياع في شوارع خاركيف جراء المجاعة السوفيتية سنوات 1932 - 1933.

- أجبر الديكتاتور العسكري ميغيل بريمو دي ريفيرا رئيس وزراء إسبانيا على الاستقالة سنة 1930 بسبب الأزمة المالية في إسبانيا (جزء من الكساد الكبير). وحاول الملك ألفونسو الثالث عشر الذي كان داعما لتلك الديكتاتورية العودة إلى النظام السابق تدريجيا واستعادة مكانته. ولكن محاولته فشلت فشلا ذريعا، حيث كان متهما بدعمه للدكتاتورية. ودعت جميع القوى السياسية إلى إنشاء جمهورية بدلًا من الملكية. ففازت الأحزاب الجمهورية والاشتراكية بنسب كبير جدًا في الانتخابات المحلية لسنة 1931، في حين أن الملكيين كانوا في حالة مزرية. وأدى ذلك إلى اندلاع أعمال شغب في الشوارع نادت بإزالة الملكية. فأعلن الجيش الإسباني عن عدم رغبته في الدفاع عن الملك، فهرب خارج البلاد وبهروبه سقطت حقبة عودة البوربون التي بدأت سنة 1874، وظهرت الجمهورية الإسبانية الثانية.
- في الاتحاد السوفيتي، أنطلقت أعمال الزراعة الجماعية وبرامج التصنيع السريع.[5] مات الملايين بسبب مجاعة هولودومور. كما هاجر حوالي 25 شخص من الأرياف إلى المدن السوفيتية.
- تم توقيع الاتفاقية البحرية الأنجلو-ألمانية سنة 1935، التي ألغت الشروط التي تخص تقييد حجم القوات البحرية الألمانية المعروف بكريغسمارينه في معاهدة فرساي، وسمحت ببناء قوة بحرية كبيرة لألمانيا.
- قدم إيمون دي فاليرا دستورًا جديدًا لدولة أيرلندا الحرة سنة 1937، وبذلك خرجت الدولة الوليدة من نظام الدومينيون البريطاني. ثم جرى إجراء استفتاء عام في الدولة الحرة في ديسمبر 1937 بشأن ماإذا كانت تريد أن تبقى ملكية دستورية في عهد الملك جورج السادس أو أن تصبح جمهورية ونتج عن هذا الاستفتاء تصويت المواطنين لصالح الجمهورية، وبذلك انتهى ماتبقى من السيادة البريطانية على ايرلندا.
- أمر جوزيف ستالين بتنفيذ عملية «التطهير الكبير» لـ «البلشفيّين القدامى» في الحزب الشيوعي السوفيتي من سنة 1936 حتى 1938، مما أسفر عن مقتل مئات الآلاف من الأشخاص. وسبب التطهير هو عدم الثقة والاختلافات السياسية، فضلا عن الانخفاض الهائل في مستوى إنتاج الحبوب، حيث انخفض الإنتاج في سنة 1934 بمقدار 16 مليون رطلا مقارنة بانتاج 1930. وأدى ذلك إلى تجويع ملايين الروس.
- أقامت فرنسا معرض باريس الدولي وسط التوترات السياسية المتنامية في أوروبا. وواجهت أجنحة الدول المتنافسة وهي ألمانيا النازية والاتحاد السوفيتي بعضها البعض. وتعرضت ألمانيا لإدانة دولية في ذلك الوقت بسبب قيام سلاح الجو الألماني بقصف بلدة جيرنيكا الباسكية في إسبانيا أثناء الحرب الأهلية الإسبانية. وقام الفنان الإسباني بابلو بيكاسو برسم لوحة غرنيكا في المعرض العالمي لتصوير عملية القصف، كانت عبارة عن تصوير سريالي لرعب القصف.
- تمكن مكتب التشفير البولندي في سنة 1932 من كسر الشيفرة الألمانية وتغلب على التعقيدات الهيكلية والتشغيلية القوية لآلة إنجما المتطورة ومعها لوحة التحكم، وهو جهاز التشفير الألماني الرئيسي خلال الحرب العالمية الثانية.

#### أفريقيا
- وقعت مصر على معاهدتها مع بريطانيا سنة 1936، وذلك بسحب جميع القوات البريطانية من مصر بحلول 1949 باستثناء قناة السويس.
- تلقى رئيس وزراء جنوب افريقيا هرتزوغ -الذي فاز حزبه الوطني في انتخابات 1929 بمفرده بعد انفصاله عن حزب العمل- الكثير من اللوم بسبب التأثير الاقتصادي المدمر للكساد.

#### الأمريكتين
- كندا والبلدان الأخرى القابعة تحت حكم الإمبراطورية البريطانية يوقعون على قانون وستمنستر في عام 1931، الذي منح برلمانات هذه الدول استقلالًا كاملًا عن برلمان الإمبراطورية البريطانية.
- في عام 1934، اعترف ساميدلي باتلر الجنرال الأمريكي في قوات مشاة بحرية الولايات المتحدة، أمام الكونغرس الأمريكي بأن مجموعة من رجال الأعمال اتصلوا به وطلبوا مساعدته بالإطاحة بحكومة فرانكلين روزفلت وإنشاء نظام فاشي في الولايات المتحدة.
- معرض نيويورك الدولي 1939 حيث ازاحت الولايات المتحدة الأمريكية الستار عن الأجنحة التي تعرض الفن والثقافة والتكنولوجيا من جميع أنحاء العالم.
- عادت نيوفاوندلاند طوعًا إلى الحكم الاستعماري البريطاني في 1934 بسبب أزمتها الاقتصادية خلال فترة الكساد الكبير بإنشاء لجنة حكومية، وهي هيئة غير منتخبة.[6]
- اجتمع ويليام كينج رئيس وزراء كندا في برلين مع الفوهرر الألماني أدولف هتلر سنة 1937. وعد كنج رئيس حكومة أمريكا الشمالية الوحيد الذي قابل هتلر.
- أثارت أميليا إيرهارت اهتمامًا عالميا كبيرًا في ثلاثينيات القرن ال 20 كونها أول امرأة قامت برحلات جوية كبيرة. واختفت سنة 1937 أثناء طيرانها لأسباب غير معروفة مما دفعت بجهود بحث لكنها فشلت في ايجادها.
- جيتوليو فارجاس يصبح رئيسًا للبرازيل بعد انقلاب قام به سنة 1930.

#### آسيا

المهاتما غاندي في مسيرة الملح سنة 1930.

- توقيع معاهدة الأنجلو عراقية سنة 1930 بين بريطانيا والعراق ازدادت بموجبه الهيمنة البريطانية على البلاد.
- أسس زعيم الحزب الشيوعي الصيني ماو تسي تونغ دولة صغيرة سميت جمهورية الصين السوفيتية في عام 1931.
- بدأت وسائل الإعلام الدولية الكبرى بالاهتمام لحركة المقاومة السلمية التي قام بها المهاتما غاندي ضد الحكم الاستعماري البريطاني في الهند.
- أسس ماو تسي تونغ زعيم الحزب الشيوعي الصيني دولة جيبية صغيرة سميت جمهورية الصين السوفيتية سنة 1931.
- توقيع معاهدة غاندي-إيروين بين غاندي ونائب الملك في الهند اللورد إيروين في 5 مارس 1931. حيث وافق غاندي على إنهاء حملة العصيان المدني التي أدارها المؤتمر الوطني الهندي (INC) مقابل قبول إيروين بمشاركة المؤتمر الوطني في محادثات المائدة المستديرة حول السياسة الاستعمارية البريطانية في الهند.
- أصدر الحاكم العام للهند قانون حكومة الهند 1935، حيث فصلت عنها بورما البريطانية لتصبح ملكية بريطانية منفصلة، بالإضافة إلى زيادة الاستقلال السياسي لحكومات ومقاطعات الهند البريطانية.
- بدأ شيوعيو ماو تسي تونغ الصينيون بانسحاب ضخم أمام القوات القومية المتقدمة، فبدوا بمسيرة أطلق عليها المسيرة الطويلة التي بدأت في أكتوبر 1934 وانتهت في أكتوبر 1936 وأدت إلى انهيار جمهورية الصين السوفيتية.
- اندلاع ثورة فلسطين 1936 والتي استمرت ستة أشهر
- ألقى محمد علي جناح زعيم رابطة مسلمي الهند المستعمرة خطاب يوم النجاة في 2 ديسمبر 1939، دعى فيه المسلمين إلى البدء بالعصيان المدني ضد الحكومة الاستعمارية البريطانية يوم 12 ديسمبر. وطالب جناح أيضا بإصلاح وحل التوترات والعنف بين المسلمين والهندوس في الهند. لم يدعم المؤتمر الوطني الهندي الذي يهيمن عليه الهندوس مطالب جناح والذي كان حليفا معه يوما ما. واعتبرت تلك المطالب جزءًا من أجندة جناح لدعم إنشاء دولة إسلامية مستقلة عن الإمبراطورية البريطانية وتسمى باكستان.

## كوارث

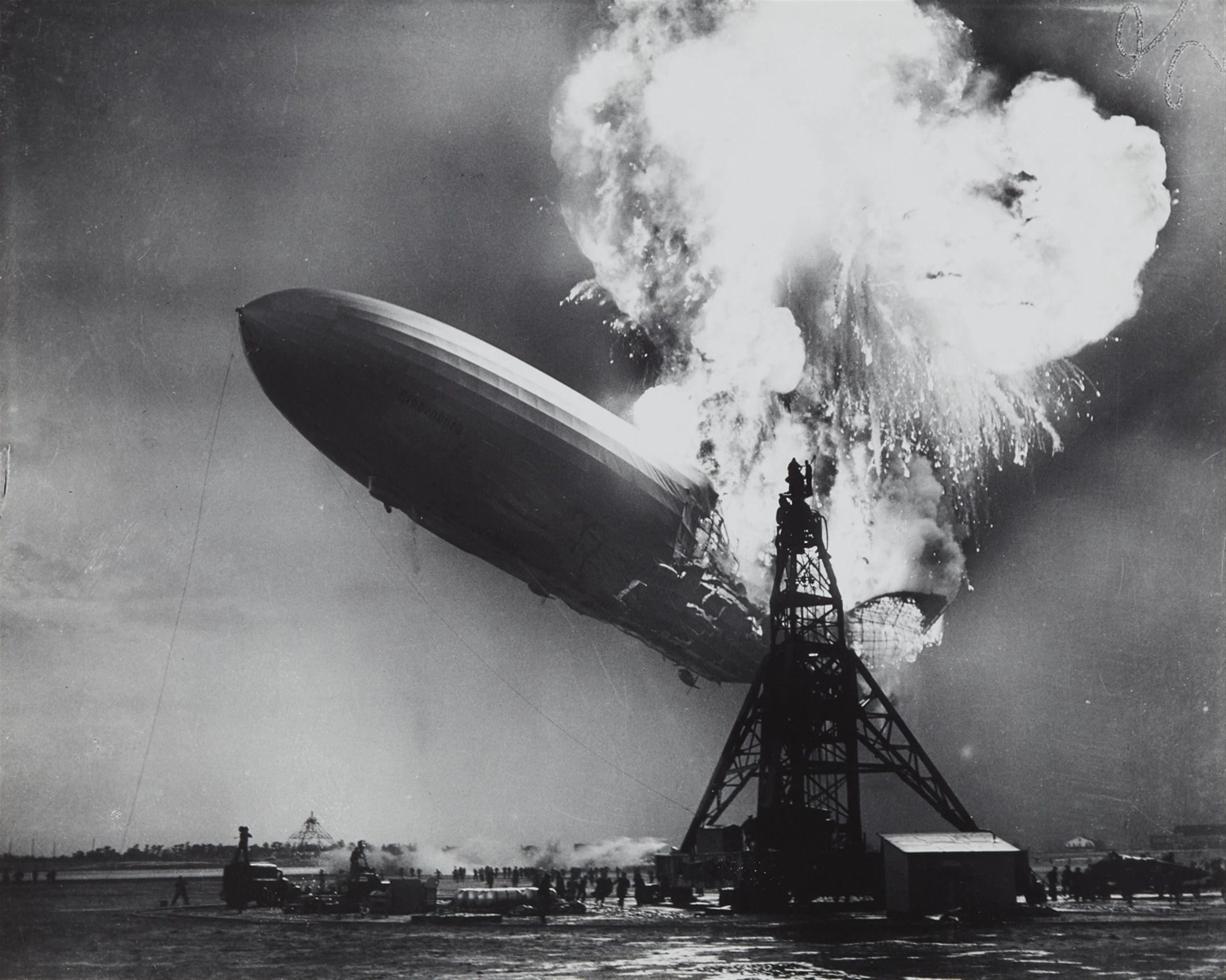
انفجار المنطاد هيندنبورغ الألماني في 6 مايو 1937.

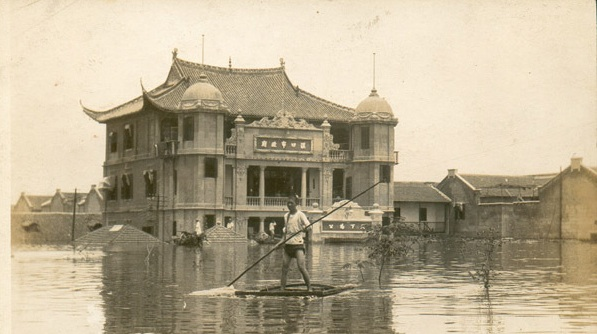
صورة لمدينة هانكو أثناء الفيضان في عام 1931.

- قصعة الغبار أو الثلاثينيات القذرة: وهي فترة من العواصف الترابية الشديدة سببها الجفاف الشديد مما ادت بأضرار ضخمة للبراري الأمريكية والكندية ومزارعها فتعرضت السهول العظمى الجنوبية للدمار من 1930 إلى 1936 (في بعض المناطق حتى عام 1940)، وقدرت الأراضي المتضررة بحوالي 100,000,000 acres (400,000 كم2). مما أثر في نقص الغذاء والأمراض والوفيات بسبب استنشاق الرمل. فازدادت الهجرة الجماعية نحو المدن.
- اعتبرت فيضانات الصين عام 1931 واحدة من أخطر الكوارث الطبيعية التي سجلت على الإطلاق.
- تمكن إعصار يوم العمل 1935 من ضرب جزر فلوريدا المنخفضة، حيث كان إعصار من الدرجة الخامسة؛ وهو الإعصار الأشد قسوة يضرب اليابسة على الإطلاق في حوض الأطلسي. وتسبب بأضرار قدرت نحو 6 ملايين دولار (بالدولار أمريكي لسنة 1935)، وقتل حوالي 408 شخص. ودمرت رياحه وموجاته البحرية القوية جميع المباني الواقعة بين تافرنير وماراثون، ودمر مدينة إسلامورادا.[7]
- انفجار في مدرسة نيو لندن في مدينة نيو لندن في ولاية تكساس، يقتل عن ما يزيد عن 300 طالب ومعلمة سنة 1937.
- انفجار المنطاد هيندنبورغ الألماني في السماء فوق بحيرة هورست في نيوجيرسي بالولايات المتحدة يوم 6 مايو 1937. مما أسفر عن مقتل 36 شخصًا. وأدي هذا الحادث إلى إجراء تحقيق في الانفجار وتسببت الكارثة في انعدام ثقة الأفراد في استخدام المناطيد الهوائية التي تضخ بالهيدروجين، وتضررت بشكل خطير سمعة شركة زيبلين.
- إعصار نيو إنجلاند 1938 الذي كان إعصارًا من الدرجة الخامسة قبل أن ينخفض عند وصوله اليابسة إلى الدرجة الثالثة. وتسبب الإعصار بخسائر في الممتلكات قدرت بنحو 306 مليون دولار (4.72 مليار دولار في عام 2010)، مما أسفر عن مقتل ما بين 682 و 800 شخص، وتضرر أو دمر أكثر من 57000 منزل.
- فيضان النهر الأصفر 1938 على مدينة هوايوانكو بالصين، مما أدى إلى غمر 54,000 كـم2 (21,000 ميل2) من الأراضي، وأودى بحياة 500,000 شخص.

## الاغتيالات

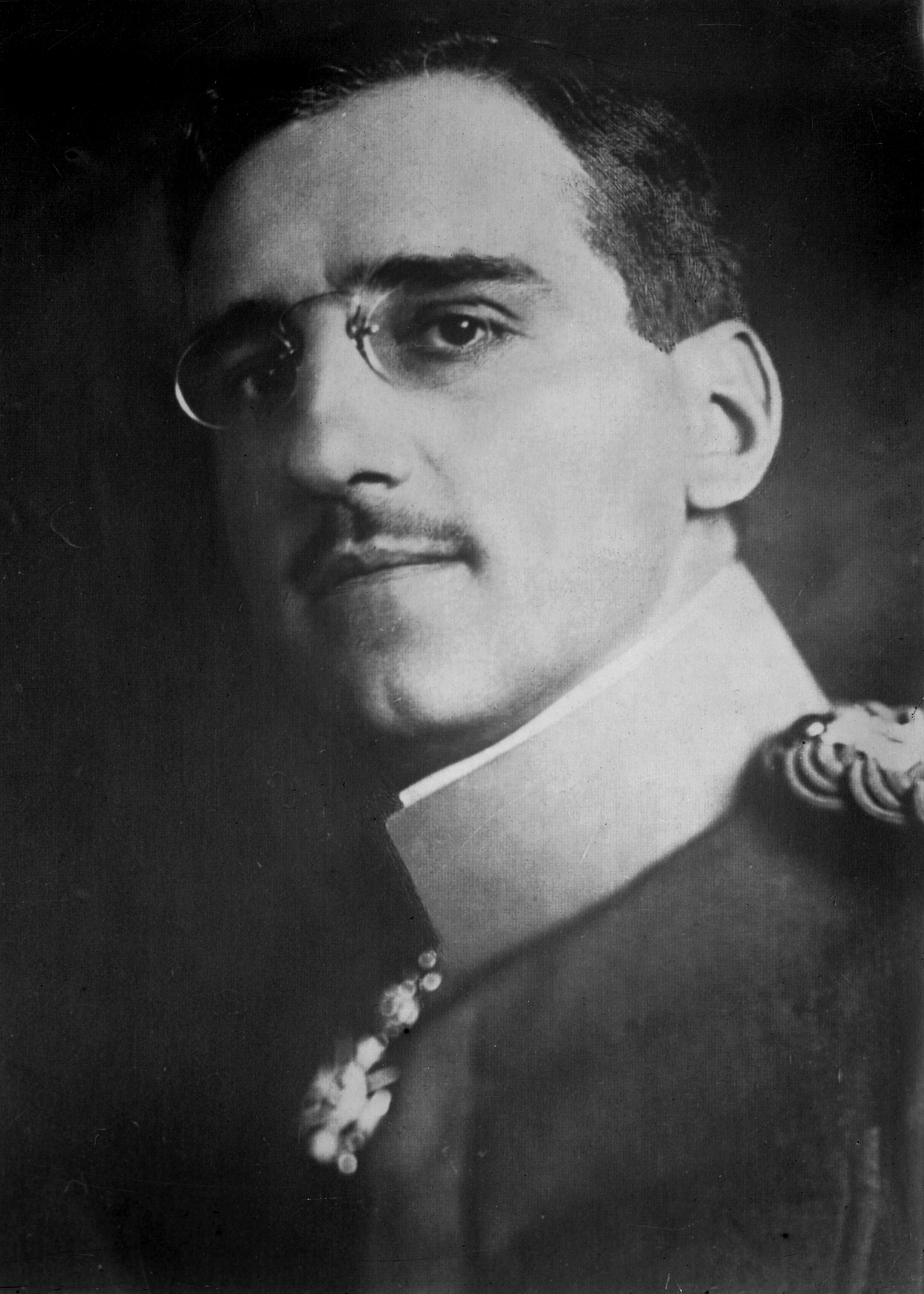
ألكساندر الأول ملك يوغوسلافيا

تشمل الاغتيالات البارزة ومحاولات الاغتيال.
- اغتيل الرئيس الفرنسي بول دومير عام 1932 على يد بول جورجولوف، وهو مهاجر روسي مختلا عقليًا.
- اغتيال المرشح الرئاسي الأمريكي هيوي لونغ عام 1935.
- اغتيال إنغلبرت دولفوس، مستشار النمسا والشخصية الرائدة في الفاشية النمساوية، في عام 1934 من قبل النازيين النمساويين. ودخول ألمانيا وإيطاليا في صراع حول مسألة استقلال النمسا على الرغم من التشابه الأيديولوجي للنظام الفاشي الإيطالي والنازية الألمانية.
- اغتيال ألكساندر الأول ملك يوغوسلافيا في عام 1934 خلال زيارة إلى مارسيليا في فرنسا. من قبل فلادو تشيرنوزميسكي وهو عضو في المنظمة الثورية المقدونية. كانت هذه المنظمة الثورية تسعى لاستقلال فاردار مقدونيا من يوغسلافيا.[8]

## الاقتصاد

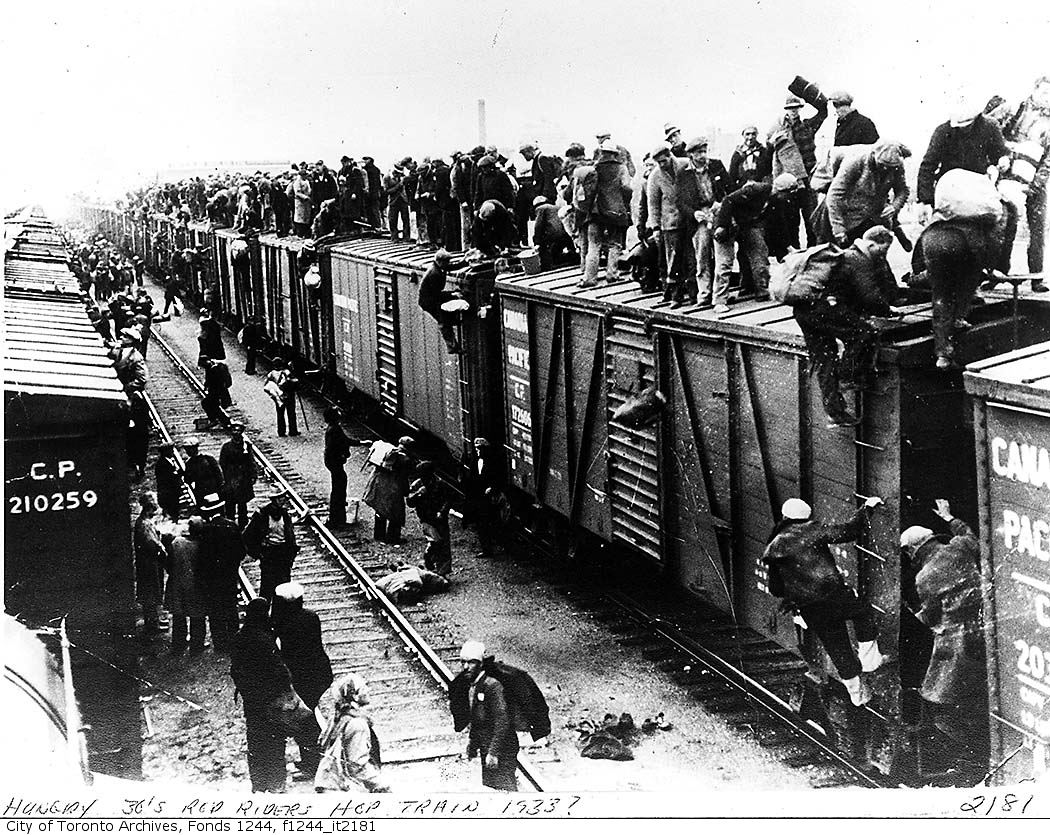
أدى الارتفاع الشديد لمعدل البطالة في الولايات المتحدة إلى دفع العديد من العاطلين عن العمل إلى استخدام قطارات الشحن للبحث عن عمل في مدن البلاد المختلفة.

- بدأ الكساد العظيم مع هبوط أسعار الأسهم في 4 سبتمبر 1929 ثم انهيار السوق المالي المعروف باسم الثلاثاء الأسود في 29 أكتوبر 1929، واستمر لفترة طويلة من ثلاثينيات القرن العشرين.
- تميز العقد بأكمله وعلى نطاق واسع بالبطالة والفقر، على الرغم من أن الانكماش (أي انخفاض الأسعار) كان محدودًا في الأعوام 1930-1932 و1938-1939. فانخفضت الأسعار بنسبة 7.02٪ سنة 1930، ثم 10.06٪ سنة 1931، ثم 9.79٪ سنة 1932، ثم 1.41٪ سنة 1938، ثم 0.71٪ سنة 1939.[9]
- بدأت سياسات التدخل الاقتصادي تزداد شعبيا بسبب الكساد الكبير في كل من الدول الاستبدادية والديمقراطية. وحلت نظرية اقتصاد كينزي في العالم الغربي محل نظرية الاقتصاد الكلاسيكي.
- أنشأت حكومة الولايات المتحدة في محاولة منها للحد من البطالة هيئات للعمل مثل سلك الخدمة المدنية (CCC) الذي كان عبارة عن برنامج إغاثة في العمل العام تم تفعيله من 1933 إلى 1942 للحفاظ على المتنزهات الوطنية وبناء الطرق. من بين مشاريع هيئات العمل الحكومية الرئيسية بناء سد هوفر سنوات 1931 و 1936.
- اندفاع وتيرة التصنيع في الاتحاد السوفيتي.
- انتهى حظر الكحوليات في الولايات المتحدة سنة 1933. وفي 5 ديسمبر 1933، ألغى التصديق على التعديل الحادي والعشرين التعديل الثامن عشر لدستور الولايات المتحدة.

## علوم وتقنية

### تقنية
حدثت العديد من التطورات التكنولوجية في الثلاثينيات، منها التالي:
- باع كلارينس بيردزأي في 8 مارس 1930 أول أطعمة مجمدة في سبرينغفيلد (ماساتشوستس) بالولايات المتحدة.
- أصدرت نستله أول حلوى من شوكولاتة بيضاء أسمتها ميلكي بار Milkybar‏.[10]
- أنتج أب أيوركس أول كارتون صوتي ملون سنة 1930 عن الضفدع (Flip the Frog) بعنوان:"Fiddlesticks".
- أصدرت وارنر براذرز سنة 1930 أول فيلم موسيقي ملون بالكامل، وأسمه Song of the Flame. وقد أصدرت وارنر براذرز في سنة 1930 فقط عشرة أفلام صوتية وملونة بالكامل بتقنية التصوير بالألوان (Technicolor) وعشرات من الأفلام القصيرة والمقاطع بتسلسلات ملونة.
- بدأت خدمة البريد الجوي عبر المحيط الأطلسي.
- اخترع البريطاني واتسون وات جهاز الرادار سنة 1938.
- قامت شركة 3M في سنة 1933 بتسويق الشريط اللاصق وأسمه التجاري هو Scotch Tape.
- قدمت تسجيلات آر سي إيه في سنة 1931 أول قرص فونوغراف للتسجيل طويل الأمد.
- قدمت شركة سكك حديد لندن والشمال الشرقي البريطانية سنة 1935 قاطرة A4 Pacific. وبعدها بثلاث سنوات أصبحت إحدى قاطرات هذا النوع أسرع قاطرة بخارية في العالم.
- اخترعت شركة إيستمان كوداك في سنة 1935 أول أفلام ملونة عكس أسمتها Kodachrome.
- في عام 1936، بدأت هيئة الإذاعة البريطانية في بث رسمي أول خدمة تلفزيونية منتظمة عالية الوضوح (عرفت لاحقًا باسم 200 خط على الأقل) من مقرها قصر ألكسندرا في لندن.
- اكتشف كلا من أوتو هان وليز مايتنر وفريتز ستراسمان عملية الانشطار النووي.
- أنشأ فارديناند بورشيه سيارة فولكس فاغن بيتل إحدى أفضل السيارات مبيعاً على الإطلاق، ويعود جذورها إلى الحقبة النازية أواخر الثلاثينيات. وكان مصممها هو إروين كومندا. وقد أثبتت السيارة نجاحها، وما زالت إلى الآن تنتج باسم فولكس فاغن نيو بيتل.
- سجل هاوارد هيوز سنة 1935 رقما قياسيا عالميا للسرعة الجوية لطائرته H-1 Racer وهي 352 ميل في الساعة (566 كم/س). ثم تمكن من تحقيق طموحه على نفس الطائرة حيث زودها بأجنحة أطول من تسجيل رقمًا قياسيًا جديدًا في السرعة عبر القارات وذلك بالطيران بدون توقف من لوس أنجلوس إلى نيوارك في 7 ساعات و28 دقيقة و25 ثانية (كاسرا رقمه السابق في 9 ساعات و27 دقيقة). وكان متوسط السرعة الأرضية له خلال الرحلة 322 ميل في الساعة (518 كم/س).[11]
- بدء الطيران بالرحلات التجارية عبر القارة
- اخترع إدوين أرمسترونغ موجات راديو معدلة التردد ذات نطاق واسع في سنة 1933.
- اخترع بول توتمارك من سياتل واشنطن غيتار البيس في سنة 1936.

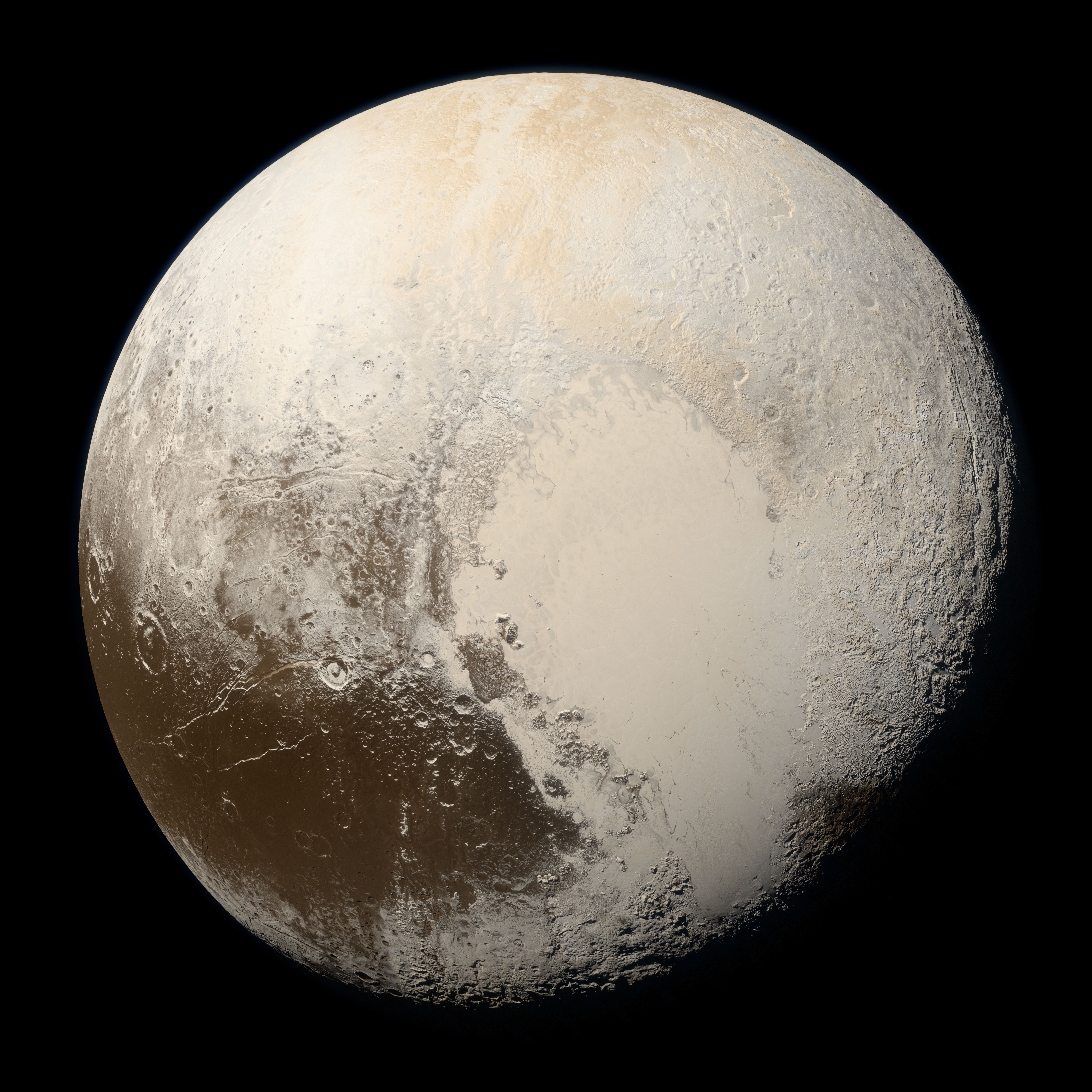
الكوكب القزم بلوتو بصورته الحقيقية

### علوم
- تمكن كلايد تومبو في سنة 1930 من اكتشاف كوكب بلوتو ليكون الكوكب التاسع في مجموعتنا الشمسية.

## ثقافة شعبية
- اشتهار حركة الفن الزخرفي أو آرت ديكو في أمريكا الشمالية وأوروبا الغربية.
- تم بناء أطول مبنى في العالم (لمدة 35 عامًا)، افتتاح مبنى إمباير ستيت في 3 مايو 1931 بمدينة نيويورك الأمريكية.
- الانتهاء من بناء جسر البوابة الذهبية في سان فرانسيسكو بالولايات المتحدة يوم 23 مايو 1937.
- برز اثنين من أشهر الأبطال الخارقين والشخصيات الخيالية المعروفة في كتب مصورة؛ ظهور سوبرمان لأول مرة سنة 1938، وباتمان سنة 1939.
- دخلت هوليوود عصرها الذهبي في فن صناعة الأفلام بعد ظهور الصور الناطقة سنة 1927 والأفلام الملونة بالكامل سنة 1930: حيث انتج أكثر من 50 فيلمًا كلاسيكيًا في الثلاثينيات: وأشهرها كان فيلم ذهب مع الريح والساحر أوز.
- دفعت الموسيقى التصويرية وتقنية التصوير الفوتوغرافي إلى إنتاج العديد من الأفلام أو إعادة إنتاجها. مثل إصدار كليوباترا لسنة 1934 باستخدام عروض آرت ديكو الخصبة، مما ساعدها لتفوز بجائزة الأوسكار (انظر الأفلام 1930-1939 في:جائزة الأوسكار لأفضل تصوير سينمائي)
- ظهور الفرق في مسلسلات تلفزيونية والأفلام القصيرة والمتسلسلة مثل:المهرجون الثلاثة ولوريل وهاردي والإخوة ماركس وطرزان وتشارلي تشان.

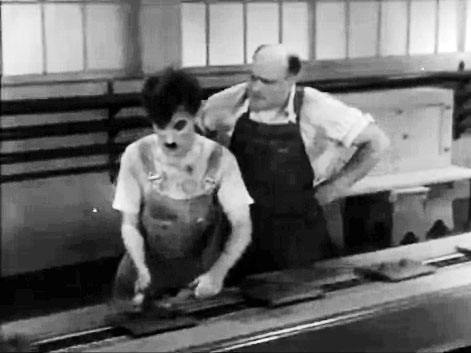
تشارلي شابلن في مشهد من فيلم الأزمنة الحديثة (1936).
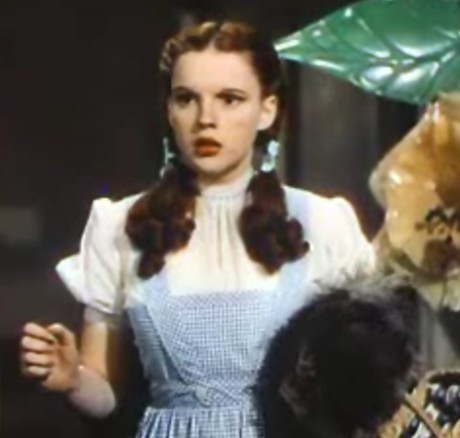
جودي غارلند في دورها بفيلم الساحر أوز (1939)

### رياضة
- أقيمت الألعاب الأولمبية الشتوية لسنة 1932 في مدينة لايك بلاسيد الأمريكية.
- أقيم كأس العالم 1934 في إيطاليا حيث نالت البطولة فيها.
- أقيمت الألعاب الأولمبية الصيفية 1936 في برلين.
- أقيم كأس العالم 1938 في فرنسا وفازت فيها إيطاليا.

## أشخاص

### قادة العالم
- الملك محمد نادر شاه (مملكة أفغانستان)
- رئيس الوزراء جيمس سكولين (أستراليا)
- رئيس الوزراء جوزيف ليونس (أستراليا)
- رئيس الوزراء ايرل بيج (أستراليا)
- رئيس الوزراء روبرت منزيس (أستراليا)
- الرئيس جيتوليو فارجاس (البرازيل)
- رئيس الوزراء ريتشارد بينيت (كندا)
- رئيس الوزراء ويليام كينج (كندا)
- الرئيس شيانج كاي شيك (الصين)
- الرئيس لين سين (الصين)
- الرئيس توماس ماساريك (تشيكوسلوفاكيا)
- الرئيس إدوارد بينش (تشيكوسلوفاكيا)
- الرئيس رافائيل تروخيو (جمهورية الدومينيكان)
- الملك فؤاد الأول (المملكة المصرية)
- الملك عبد العزيز آل سعود (المملكة العربية السعودية)
- تاوسيتش إيمون دي فاليرا (أيرلندا)
- الإمبراطور هيلا سيلاسي (إمبراطورية إثيوبيا)
- رئيس الوزراء إدوار دلادييه (الجمهورية الفرنسية الثالثة)
- رئيس الوزراء ليون بلوم (الجمهورية الفرنسية الثالثة)
- الرئيس باول فون هيندنبورغ (جمهورية فايمار)
- المستشار والفوهرر أدولف هتلر (ألمانيا النازية)
- الحاكم عام إدوارد وود (الراج البريطاني)
- المهاتما مهاتما غاندي (الهند)
- رئيس الوزراء ساردار فالاباي باتل (الهند)
- رئيس الوزراء جواهر لال نهرو (الهند)
- رضا بهلوي (الدولة بهلوية)
- الملك فيصل الأول (المملكة العراقية)
- الملك غازي الأول (المملكة العراقية)
- الملك فيصل الثاني (المملكة العراقية)
- السلطان سعيد بن تيمور (سلطنة مسقط وعمان)
- السلطان تيمور بن فيصل (سلطنة مسقط وعمان)
- الإمام يحيى حميد الدين (المملكة المتوكلية اليمنية)
- الرئيس دبليو تي كوسغراف (الدولة الأيرلندية الحرة)
- الرئيس إيمون دي فاليرا (الدولة الأيرلندية الحرة)
- الملك فيكتور إيمانويل الثالث (مملكة إيطاليا)
- دوتشي بينيتو موسوليني (مملكة إيطاليا)
- الإمبراطور هيروهيتو (إمبراطورية اليابان)
- الرئيس لازارو كارديناس (المكسيك)
- السلطان محمد الخامس بن يوسف (المغرب)
- رئيس الوزراء ميخائيل جوزيف سافاج (نيوزيلندا)
- رئيس الوزراء يوزف بك (بولندا)
- رئيس الوزراء يوزف بيوسودسكي (بولندا)
- رئيس الوزراء أنطونيو سالازار (البرتغال)
- رئيس الوزراء جيمس باري مونيك هيرتزوغ (جنوب أفريقيا)
- السكرتير العام جوزيف ستالين (الاتحاد السوفيتي)
- رئيس الوزراء مانويل أثانيا (الجمهورية الإسبانية الثانية)
- رئيس الوزراء أليخاندرو ليروكس (الجمهورية الإسبانية الثانية)
- الرئيس هاشم الأتاسي (سوريا)
- الرئيس بهيج الخطيب (سوريا)
- باي (ولي العهد) أحمد باي بن علي باي (تونس)
- الرئيس مصطفى كمال أتاتورك (تركيا)
- الملك جورج السادس (المملكة المتحدة)
- الملك إدوارد الثامن (المملكة المتحدة)
- الملك جورج الخامس (المملكة المتحدة)
- رئيس الوزراء رامزي ماكدونالد (المملكة المتحدة)
- رئيس الوزراء ستانلي بلدوين (المملكة المتحدة)
- رئيس الوزراء نيفيل تشامبرلين (المملكة المتحدة)
- الرئيس هربرت هوفر (الولايات المتحدة)
- الرئيس فرانكلين روزفلت (الولايات المتحدة).
- بيوس الحادي عشر (الفاتيكان)
- الشيخ حمد بن عيسى بن سلمان آل خليفة (البحرين)
- الأمير أحمد الجابر الصباح (الكويت)
- الأمير عبد الله الأول بن الحسين (إمارة شرق الأردن)

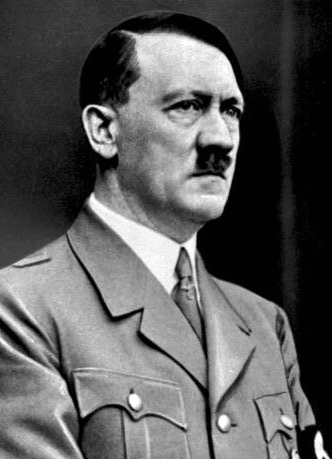
أدولف هتلر
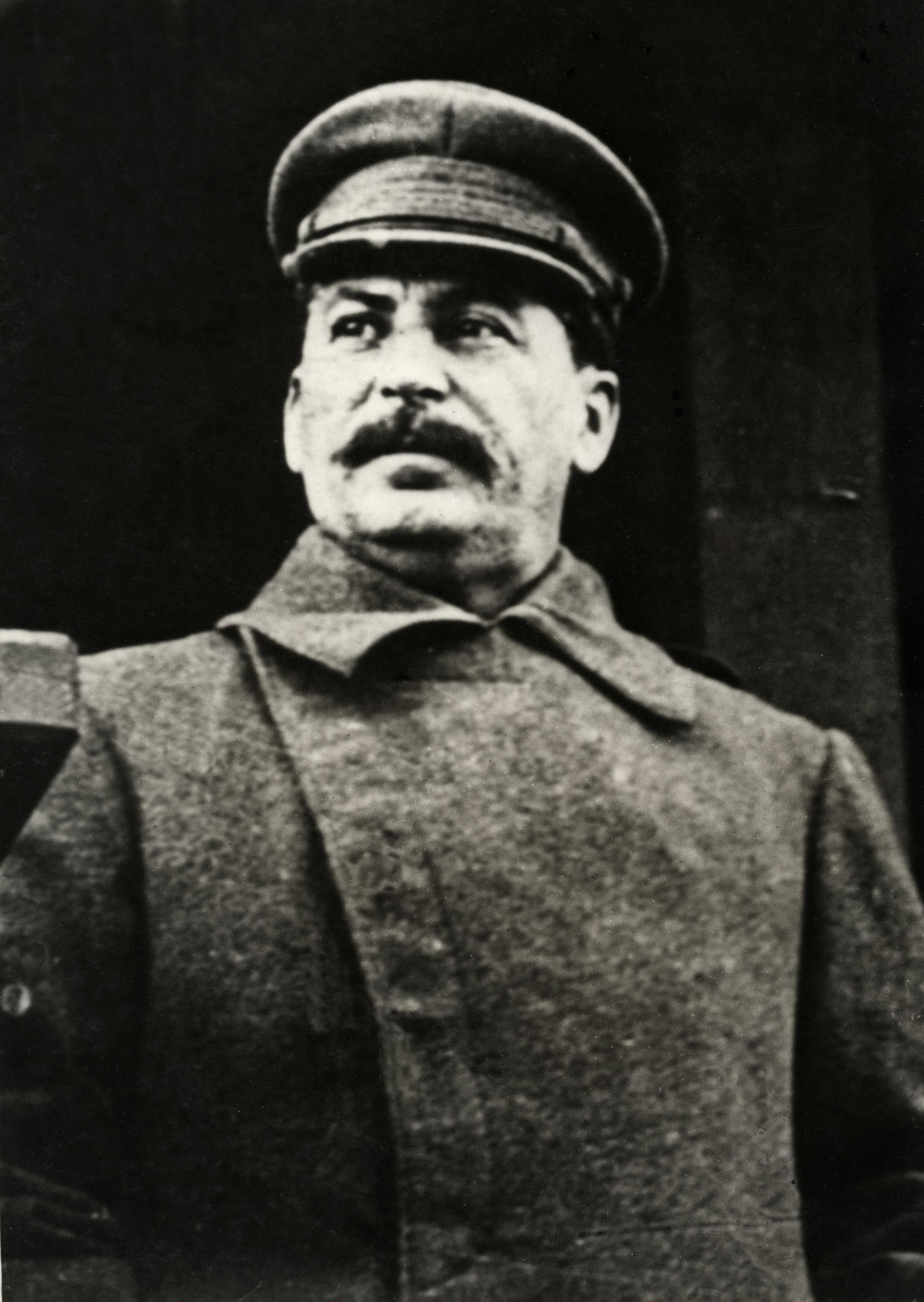
جوزيف ستالين
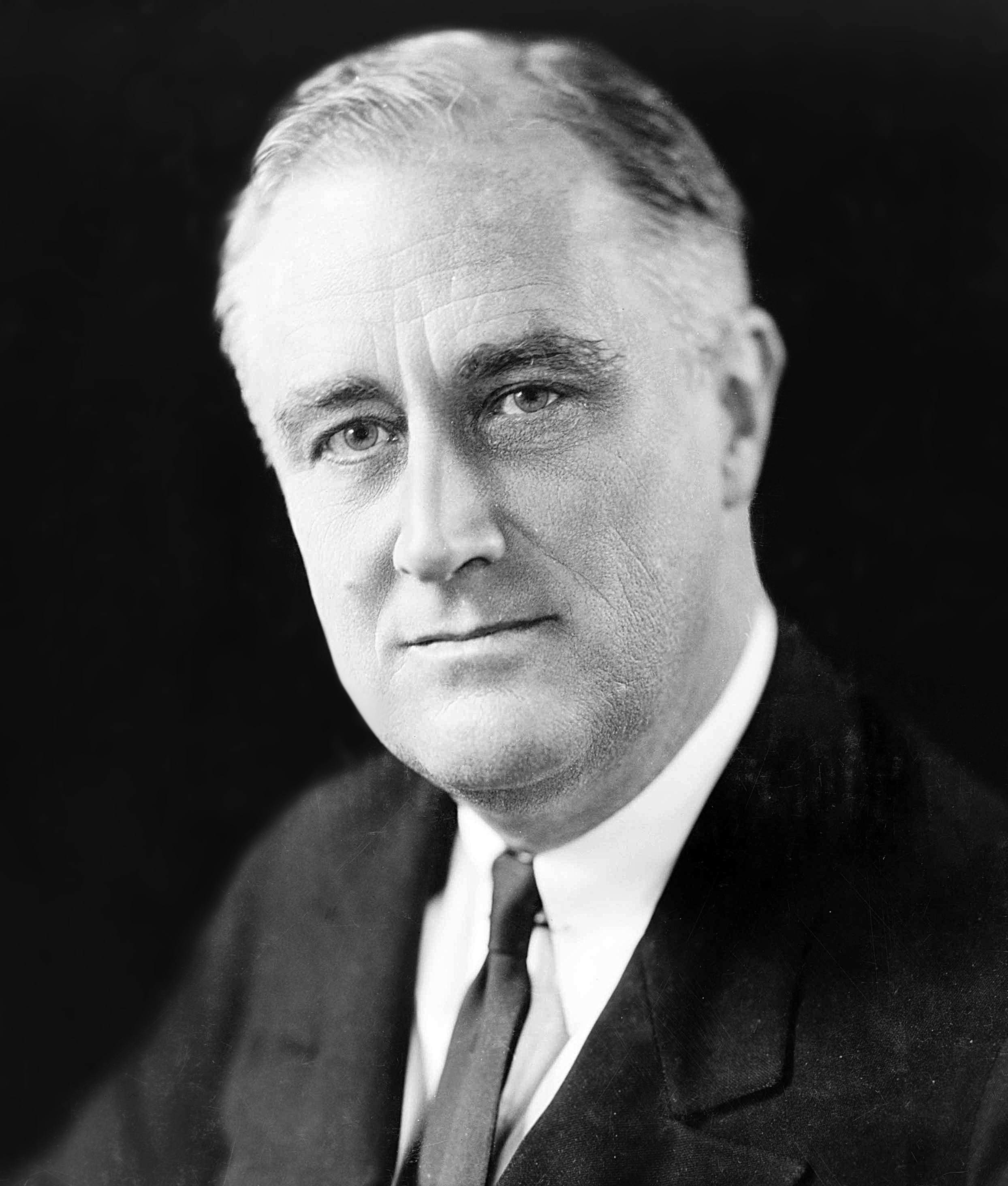
فرانكلين روزفلت
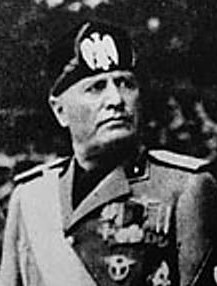
بينيتو موسوليني
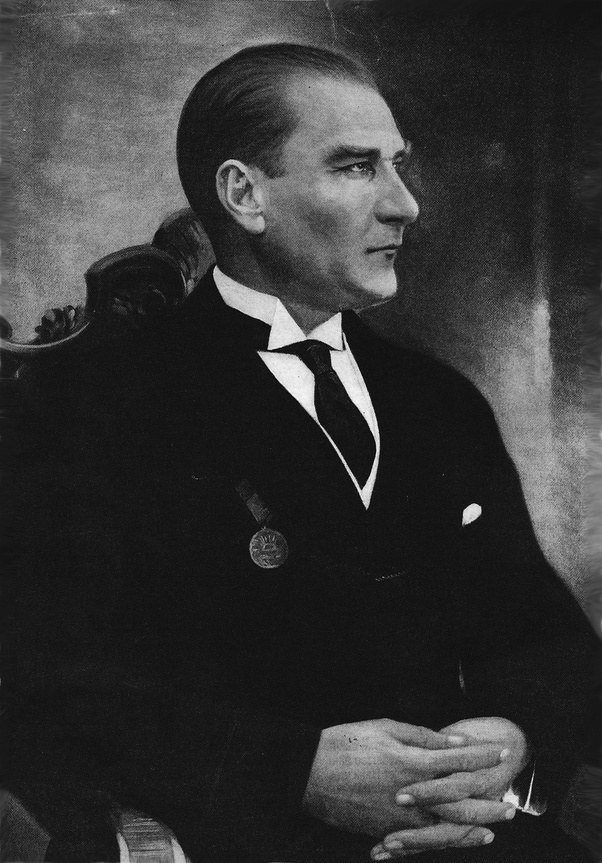
مصطفى كمال أتاتورك
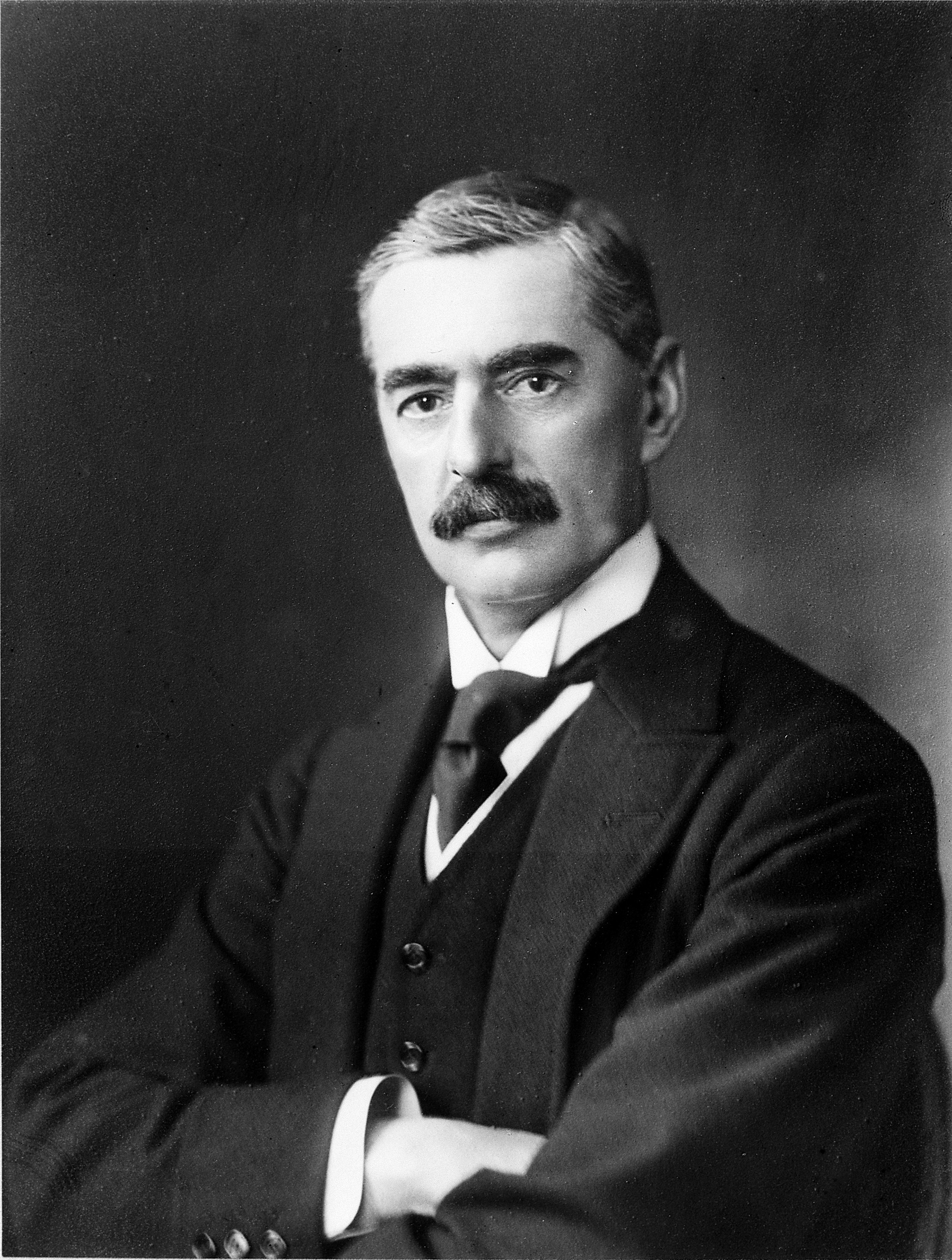
نيفيل تشامبرلين
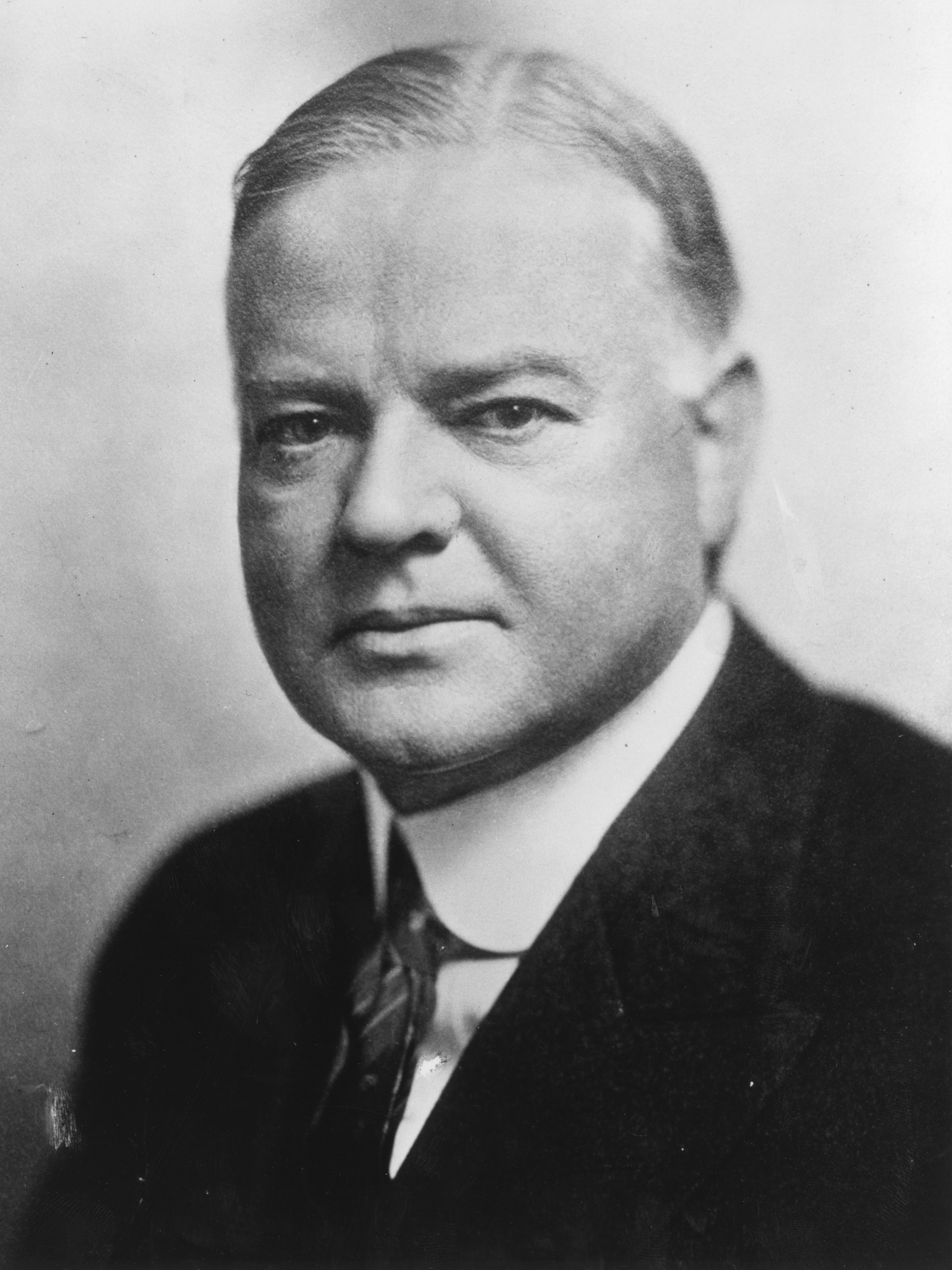
هربرت هوفر
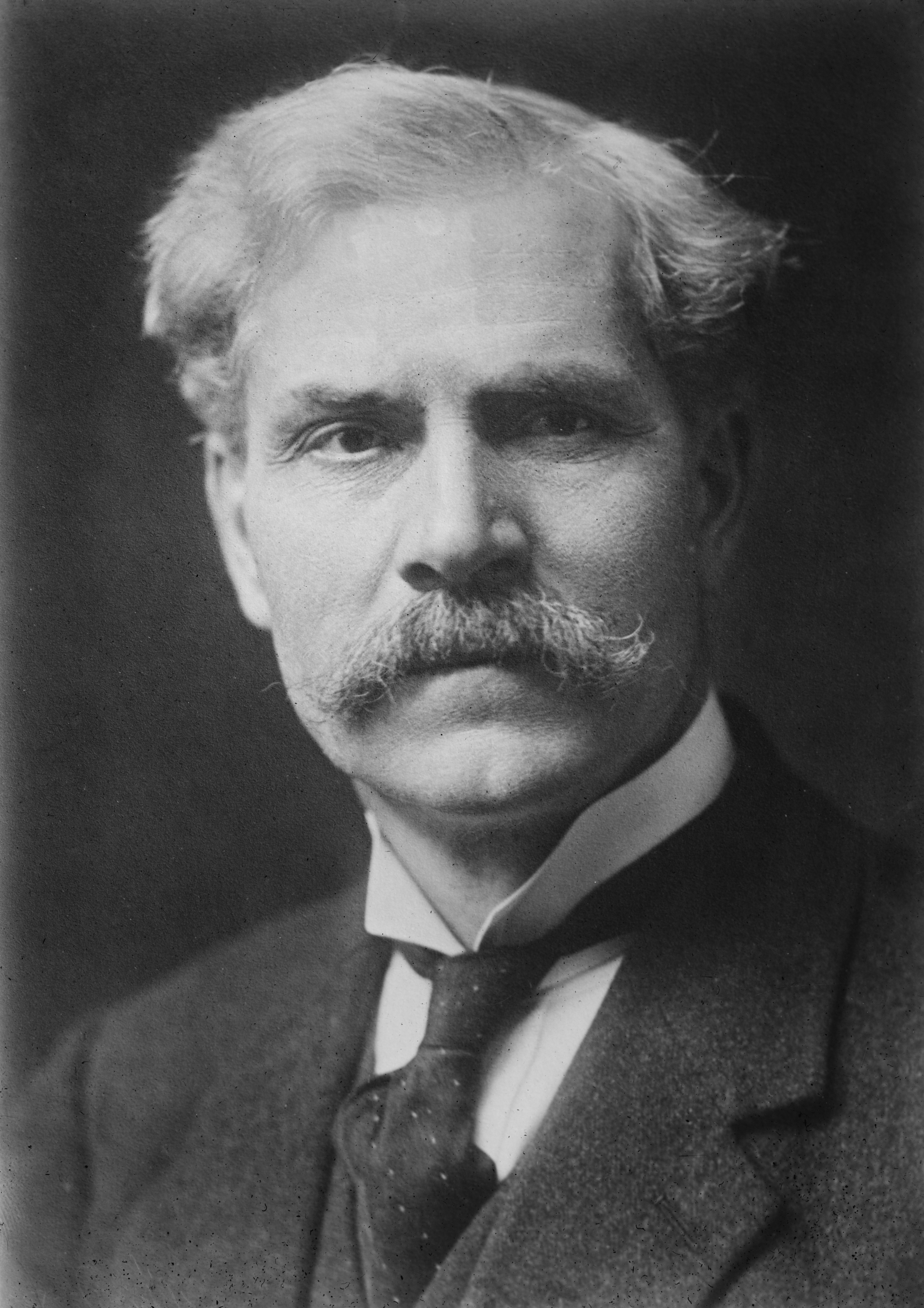
رامزي ماكدونالد
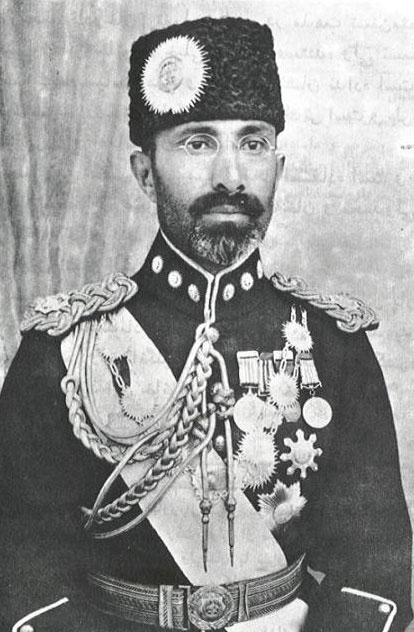
محمد نادر شاه
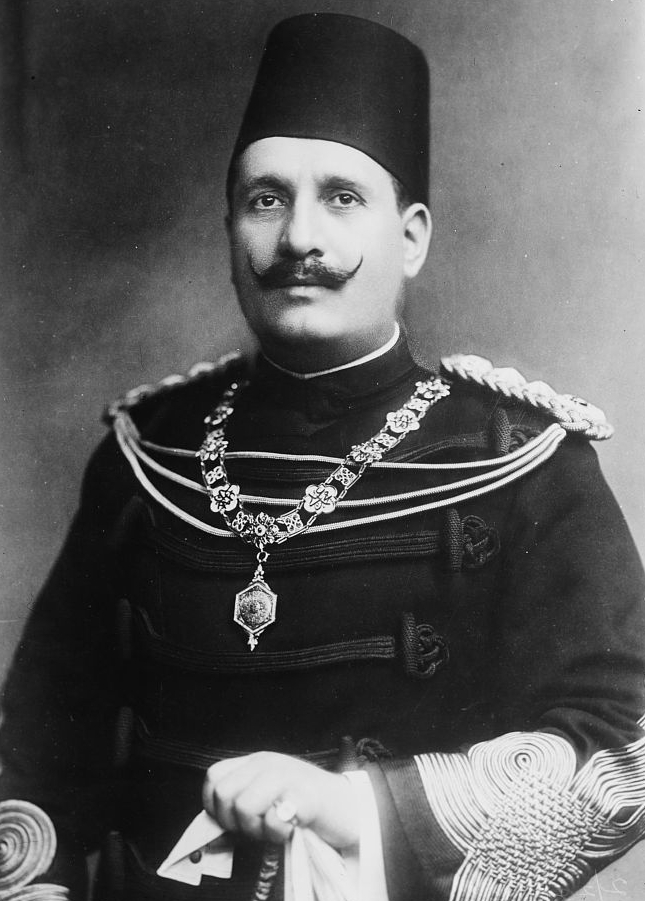
فؤاد الأول
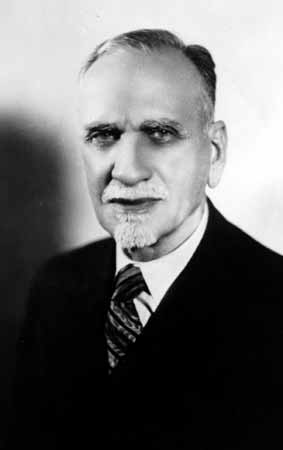
هاشم الأتاسي
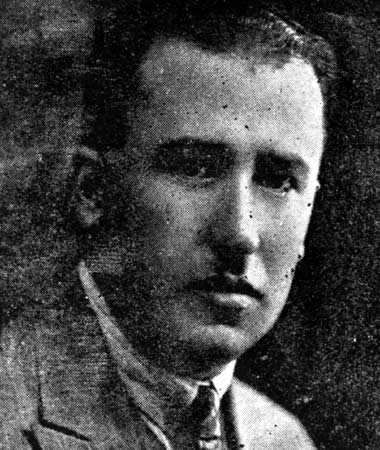
بهيج الخطيب
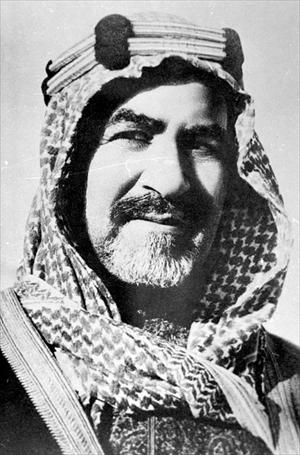
أحمد الجابر الصباح
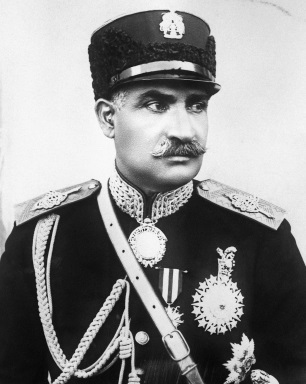
رضا بهلوي
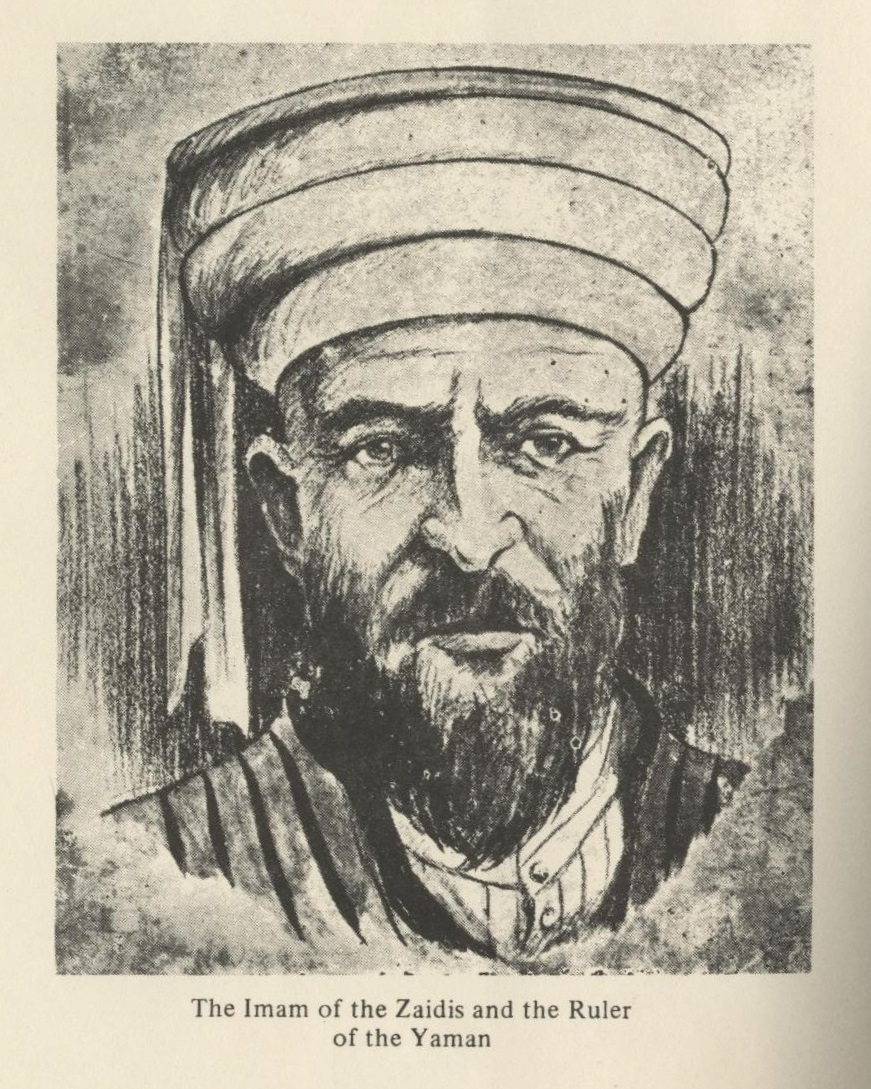
يحيى حميد الدين
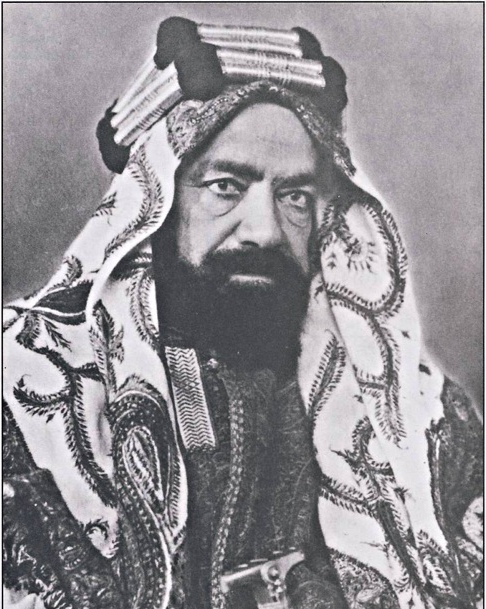
حمد بن عيسى بن سلمان آل خليفة
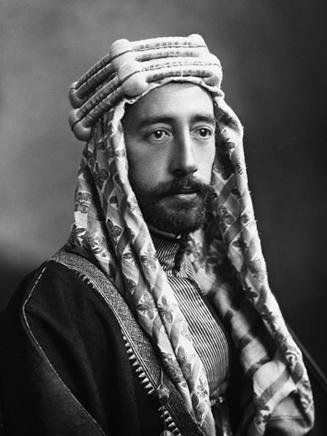
فيصل الأول
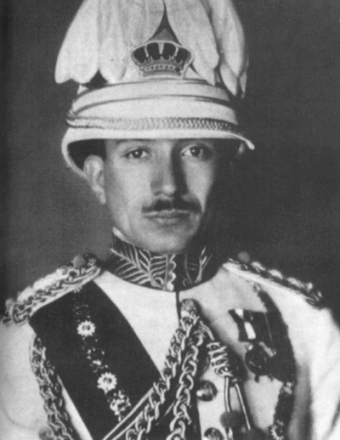
غازي الأول
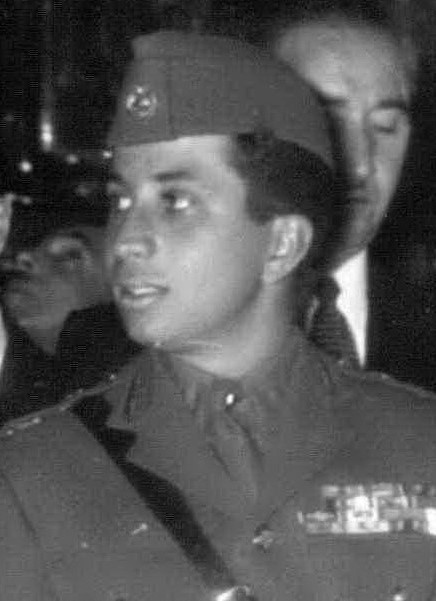
فيصل الثاني
سعيد بن تيمور
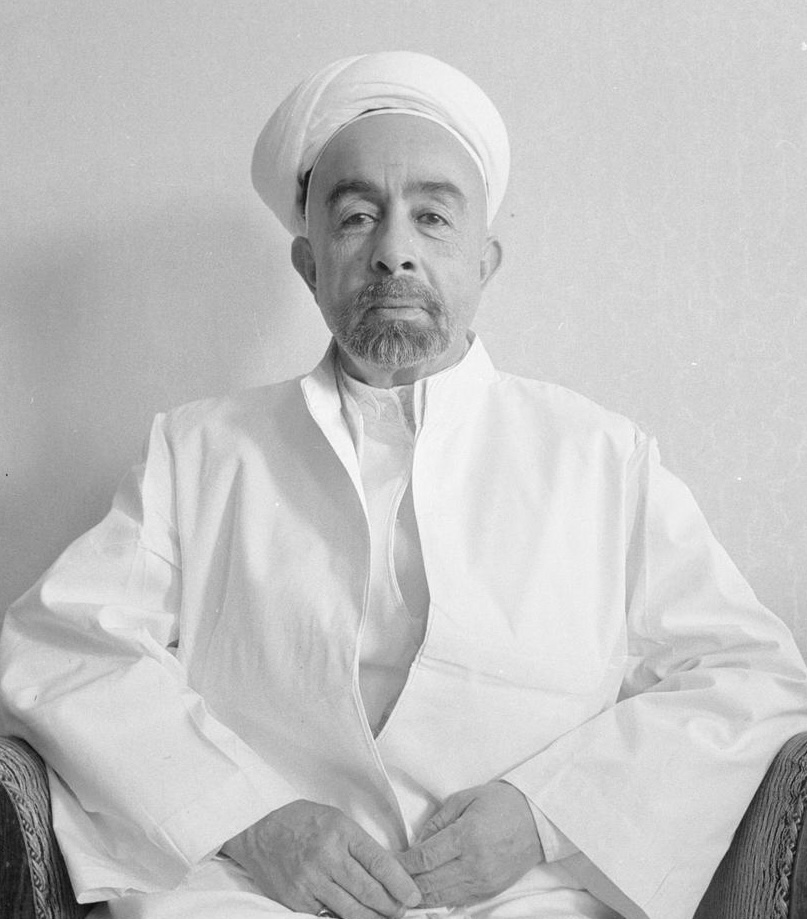
عبد الله الأول بن الحسين

### منتجين سينمائيين

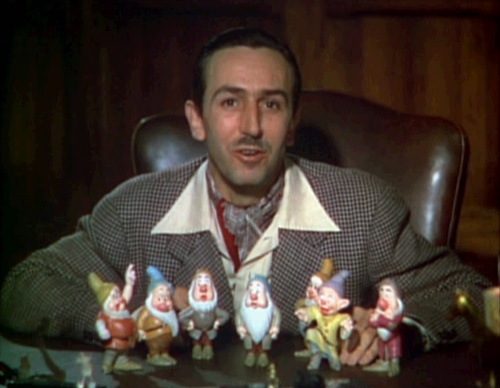
والت ديزني يقدم كل من الأقزام السبعة في مشهد من إعلان الفيلم المسرحي الأصلي سنو وايت والأقزام السبعة 1937.

- والت ديزني
- ألفريد هتشكوك
- فريتز لانغ
- جون فورد
- سيسيل ديميل
- فرانك كابرا
- جان رينوار
- ارنست لوبيتش
- ويليام وايلر
- هاورد هوكس
- فيكتور فليمنغ
- جورج كوكور
- مايكل كورتيز
- جوسيف فون ستيرنبيرغ

### تصوير فوتوغرافي
- أنسل آدمز
- مارغريت وايت
- والكر إيفانز
- لويس هاين
- دوروثي لانج
- جوردون باركس
- مان راي
- إدوارد ستايشن
- كارل فان فيختن
- إدوارد ويستون

### مجرمين

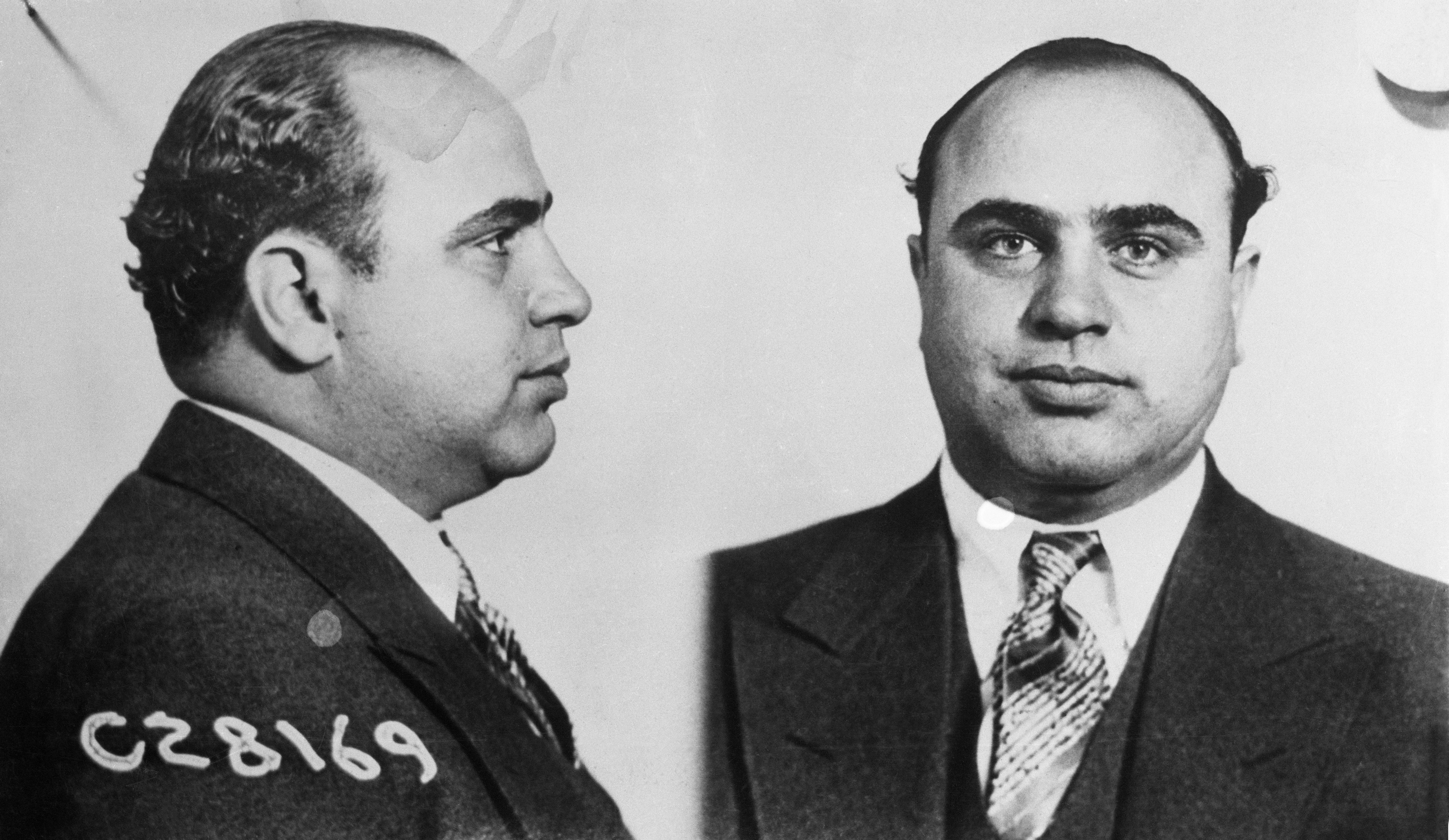
آل كابوني

مجرمون بارزون أثناء الكساد الكبير:
- آل كابوني
- بوني وكلايد
- جون ديلينجر
- نيلسون وجه الطفل
- ماشين غان كيلي
- الأم باركر